# Tal der Liebe (Park)

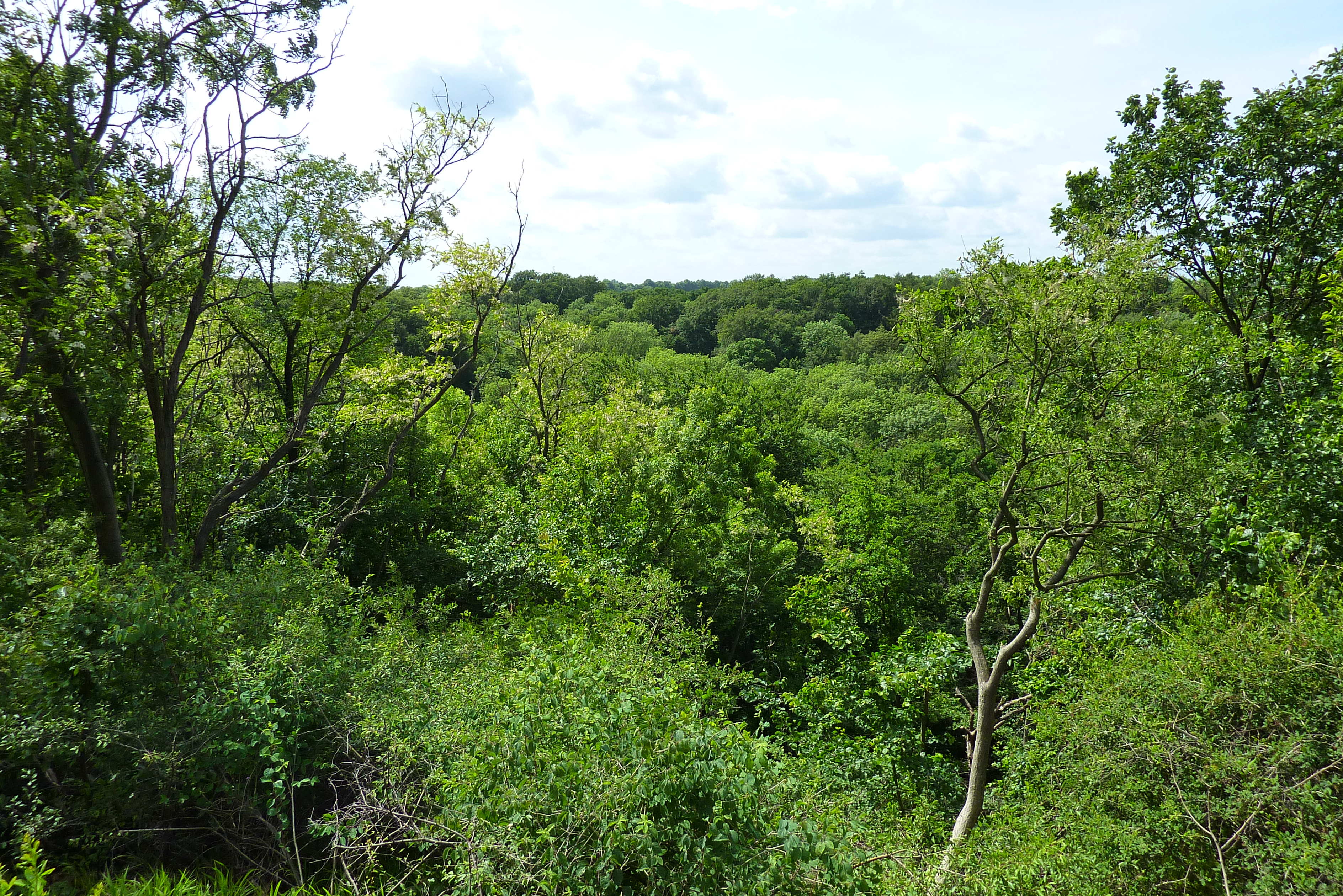
Dichter Baumbestand im Park

Das Tal der Liebe (polnisch Dolina Miłości) ist ein Landschaftspark im Zehdener Landschaftsschutzpark (Cedynski Park Krajobrazowy) im polnischen Teil des Internationalparks Unteres Odertal.

## Geografie
Der Landschaftspark befindet sich zwischen den polnischen Dörfern Krajnik Dolny (Niederkränig) und Zatoń Dolna (Niedersaathen) in der Stadt- und Landgemeinde Chojna (Königsberg in der Neumark) und hat eine Ausdehnung von etwa 80 ha. Das Gebiet ist dicht bewaldet und hat einen hohen Bestand an Buchen, Eschen, Ahorn und Kastanien. Das Gelände ist sehr hügelig und zur Oder hin stark abfallend.

## Geschichte

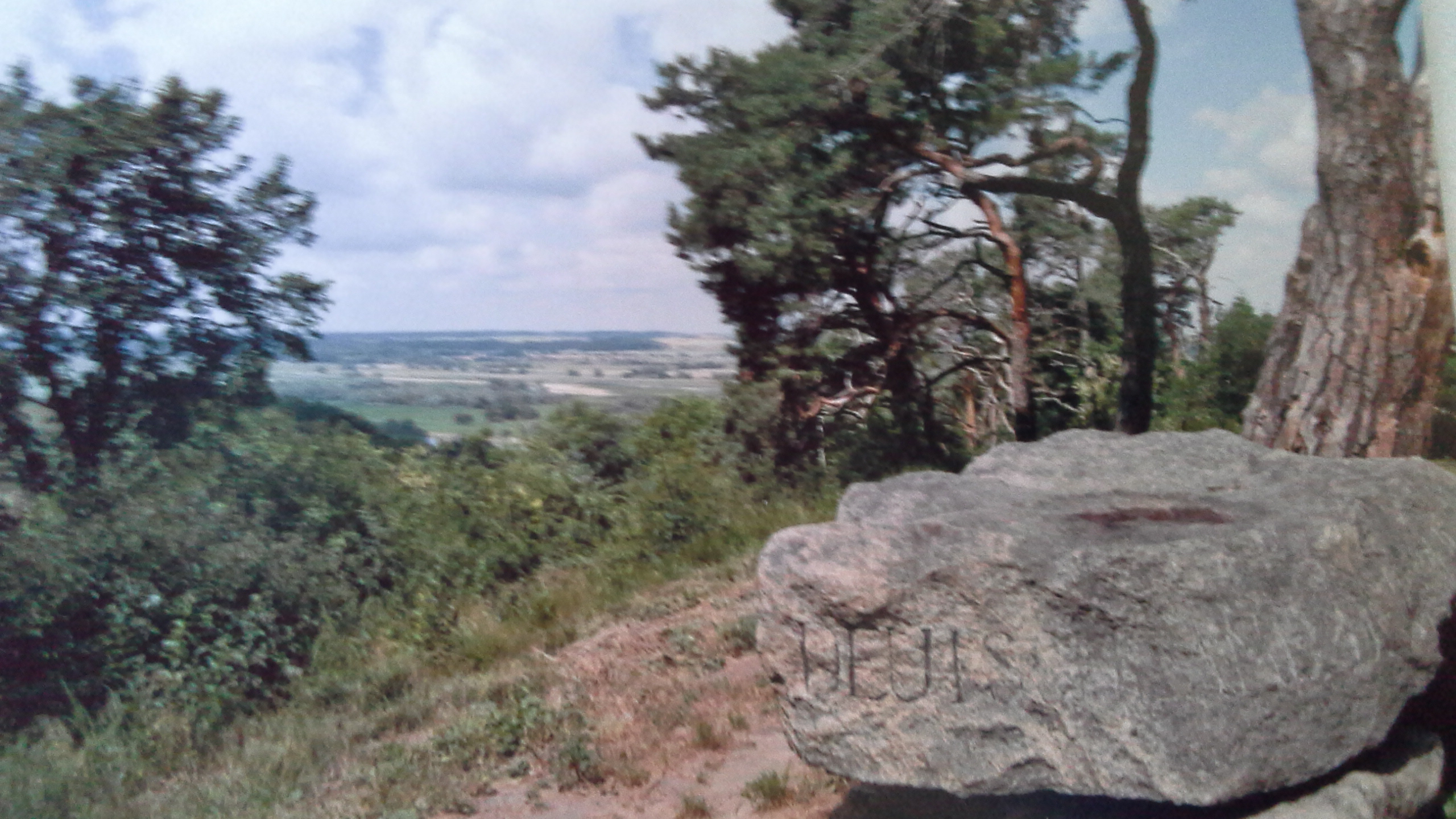
Blick vom Gedenkberg im Tal der Liebe über das Odertal.

Der Park wurde 1850 von Anna Sophie von Humbert als Geschenk für ihren Mann Carl Philipp von Humbert angelegt. Zwischen den beiden Weltkriegen war er ein bekanntes und beliebtes Ausflugsziel, die Landschaftsgestaltung mit Pflanzen, Wegen und einem Aussichtspunkt wurde mit Statuen, Lauben, Pavillons und einem Restaurant ergänzt. In den 1930er Jahren kamen Gedenksteine für historische deutsche Personen wie Goethe, Beethoven, Bismarck und viele weitere hinzu, aber auch für Albert Leo Schlageter, Paul von Hindenburg und Adolf Hitler. Nach dem Zweiten Weltkrieg nutzte die polnische Armee bis 1994 das Gelände, und der Park verfiel.
1992 wurde der Park unter Denkmalschutz gestellt. Nach dem EU-Beitritt Polens begannen 2005 die Planungen zu seiner Restaurierung. Der Park wurde mit Hilfe von EU-Geldern in den Jahren 2010–2011 umfassend saniert. Dabei wurden ursprüngliche Wege wieder angelegt und einige Skulpturen wieder aufgebaut.